# Джон Кенет Гълбрайт
Джон Кенет Гълбрайт (на английски: John Kenneth Galbraith, произнасяно на английски /ɡælˈbreɪθ/ или Галбрейт) е канадско-американски икономист от 20 век.
Кейнсианец и институционалист, водещ пропонент на американския либерализъм от 20 век. Неговите книги върху икономически тематики са бестселъри от 50-те на 20 век чак до началото на 21 век, и той изпълнява ролята на обществен интелектуалец през 50-те, 60-те и 70-те по въпроси от областта на икономиката.
По време на дългата си научна и преподавателска кариера е бил съветник на няколко американски президенти демократи – от Франклин Рузвелт до Бил Клинтън. Джон Кенеди го праща посланик в Индия. Гълбрайт е прочут като убеден защитник на тезата, че правителствата трябва да бъдат активни в решаването на социалните проблеми.
Джон Кенет Гълбрайт оставя зад себе си издадени над 30 книги. В най-известната си творба „Благоденстващо общество“ (Affluent Society), в която иронизира манията за икономически ръст и осмива модерните идеи, се ражда и известната му фраза за „конвенционална мъдрост“. Той твърди, че макар западното, проамериканско общество да произвежда богати хора, тези хора рядко са истински щастливи, а потребностите на обществото като цяло са пренебрегнати.
Роден в Канада, той придобива американско гражданство през 1937 г.

## Признание и награди
- Президентски медал на свободата през 1946 от (Хари Труман) и през 2000 от (Бил Клинтън)
- Орденът на Канада (Офицер) през 1997
- Падма Вибхушан (Индия) през 2001